# Grande Prêmio da França de 1963
Resultados do Grande Prêmio da França de Fórmula 1 realizado em Reims-Gueux em 30 de junho de 1963. Quarta etapa da temporada, foi vencido pelo britânico Jim Clark.

## Classificação da prova
| Pos. | Nº | Piloto              | Construtor     | Voltas | Tempo/Diferença              | Grid | Pontos     |
| ---- | -- | ------------------- | -------------- | ------ | ---------------------------- | ---- | ---------- |
| 1    | 18 | Jim Clark           | Lotus-Climax   | 53     | 2:10:54.3                    | 1    | 9          |
| 2    | 12 | Tony Maggs          | Cooper-Climax  | 53     | + 1:04.9                     | 8    | 6          |
| 3    | 2  | Graham Hill         | BRM            | 53     | + 1:13.9                     | 2    | [ nota 2 ] |
| 4    | 6  | Jack Brabham        | Brabham-Climax | 53     | + 2:15.2                     | 5    | 3          |
| 5    | 8  | Dan Gurney          | Brabham-Climax | 53     | + 2:33.4                     | 3    | 2          |
| 6    | 36 | Jo Siffert          | Lotus-BRM      | 52     | + 1 volta                    | 10   | 1          |
| 7    | 30 | Chris Amon          | Lola-Climax    | 51     | + 2 voltas                   | 17   |            |
| 8    | 28 | Maurice Trintignant | Lotus-Climax   | 50     | + 3 voltas                   | 15   |            |
| 9    | 32 | Innes Ireland       | BRP-BRM        | 49     | + 4 voltas                   | 9    |            |
| 10   | 46 | Lorenzo Bandini     | BRM            | 45     | + 8 voltas                   | 21   |            |
| 11   | 34 | Jim Hall            | Lotus-BRM      | 45     | + 8 voltas                   | 18   |            |
| 12   | 10 | Bruce McLaren       | Cooper-Climax  | 42     | Ignição                      | 6    |            |
| 13   | 20 | Trevor Taylor       | Lotus-Climax   | 41     | Suspensão                    | 7    |            |
| NC   | 42 | Phil Hill           | Lotus-BRM      | 34     | Não classificado             | 13   | [ nota 3 ] |
| NC   | 44 | Jo Bonnier          | Cooper-Climax  | 32     | Não classificado             | 11   |            |
| Ret  | 48 | Masten Gregory      | Lotus-BRM      | 30     | Câmbio                       | 19   |            |
| Ret  | 16 | John Surtees        | Ferrari        | 12     | Bomba de combustível         | 4    |            |
| Ret  | 38 | Tony Settember      | Scirocco-BRM   | 5      | Rolamento de roda            | 20   |            |
| Ret  | 4  | Richie Ginther      | BRM            | 4      | Radiador                     | 12   |            |
| DNS  | 14 | Ludovico Scarfiotti | Ferrari        |        | Acidente nos treinos         |      |            |
| DNS  | 22 | Peter Arundell      | Lotus-Climax   |        | Correu num evento preliminar |      |            |
| WD   | 26 | Giancarlo Baghetti  | ATS            |        |                              |      |            |
| WD   | 40 | Ian Burgess         | Scirocco-BRM   |        | Carro inconcluso             |      |            |
| WD   | 50 | Nasif Estéfano      | De Tomaso      |        | Carro inconcluso             |      |            |

## Tabela do campeonato após a corrida
|   | Pos. | Piloto         | Pontos |
| - | ---- | -------------- | ------ |
|   | 1    | Jim Clark      | 27     |
| 2 | 2    | Dan Gurney     | 12     |
| 1 | 3    | Richie Ginther | 11     |
| 1 | 4    | Bruce McLaren  | 10     |
|   | 5    | Graham Hill    | 9      |

|   | Pos. | Construtor     | Pontos |
| - | ---- | -------------- | ------ |
|   | 1    | Lotus-Climax   | 28     |
| 1 | 2    | Cooper-Climax  | 16     |
| 1 | 3    | BRM            | 14     |
|   | 4    | Brabham-Climax | 13     |
|   | 5    | Ferrari        | 7      |

- Nota: Somente as primeiras cinco posições estão listadas. Apenas os seis melhores resultados, dentre pilotos ou equipes, eram computados visando o título. Neste ponto esclarecemos: na tabela dos construtores figurava somente o melhor colocado dentre os carros de um time.